# Sang chaud, nerfs d'acier
Sang chaud, nerfs d'acier (Kylmät hermot, Kuuma veri)  est un roman du finlandais Arto Paasilinna, paru en 2006.
La traduction en français paraît en 2010.

## Résumé
Vie et mort d'Antti Kokkoluoto, héros aux nerfs d'acier mais au sang chaud. 
Le jour de sa naissance, en 1918, Linnea Lindeman, accoucheuse aux pratiques chamanes, a une vision précise du jour de sa mort. Ce sera lors d'une belle journée de l'année 1990. Antti, fils de commerçant, traverse donc le XXe siècle finlandais. Il participe à tous les conflits, de la guerre civile finlandaise à la Seconde Guerre mondiale, souvent en première ligne. Un temps prisonnier, il fait ensuite fortune dans l'import-export (plus ou moins légal). Gardant une bonne expérience de toutes les guerres, il est considéré comme un des meilleurs tireurs de la nation. Il est ensuite sélectionné en équipe nationale de tir lors des Jeux olympiques d'Helsinki. Il fonde aussi une famille, entre au gouvernement et organise une grande fête le jour de sa mort annoncée.

## Éditions
- Denoël, coll. « Et d'ailleurs », 2010  (ISBN 978-2-207-26192-7)
- Gallimard, Folio no 5250, 2011  (ISBN 978-2-07-044066-5)